# 209P/LINEAR
209P/LINEAR è una cometa periodica appartenente alla famiglia delle comete gioviane scoperta dal programma LINEAR. Al momento della scoperta il 3 febbraio 2004 fu ritenuta un asteroide; in seguito Robert H. McNaught, grazie ad immagini riprese il 30 marzo 2004, ha scoperto che in effetti si trattava di una cometa.
Il 29 maggio 2014 la cometa è transitata a circa 8,3 milioni di km dalla Terra: la piccola distanza farà sì che la cometa si muova a una velocità di circa 10° al giorno.

## La cometa e le Cameloparditi di maggio
La cometa ha una MOID di 0,0033 UA, pari a circa 494.000 km: questa piccola distanza fa sì che la cometa dia origine a uno sciame meteorico, le Cameloparditi di maggio, con un picco attorno al 24 maggio con un radiante posto nelle vicinanze delle coordinate celesti 08 H 10 M, + 79°, corrispondenti a un punto situato nella costellazione della Giraffa, adiacente al confine con la costellazione dell'Orsa Maggiore. Lo sciame, ancora da confermare, avrebbe meteore con una velocità geocentrica di 16,2 km/s.
Nel 2014 la cometa ha attraversato il nodo discendente circa 7-8 giorni prima della Terra: in questa due occasioni c'è la possibilità che si manifestino discrete piogge meteoriche. Le previsioni per il 24 maggio 2014 è stata di una pioggia meteorica fino a 200-300 ZHR, per il 24 maggio 2019 fino a 5-10 ZHR. Le meteore appartenenti a questo sciame dovrebbero essere discretamente luminose.